# Frank Ocean
Christopher Breaux (Long Beach, Kalifornija, SAD, 28. listopada 1987.), bolje poznat po svom umjetničkom imenu Frank Ocean (također poznat kao Christopher Francis Ocean) je američki pjevač, tekstopisac i reper. Frank Ocean je kroz svoju raniju karijeru bio pisac tekstova za izvođače kao što su Justin Bieber, Bridget Kelly i John Legend. Sredinom 2010. godine postao je član grupe OFWGKTA, premijerno gostujući na pjesmi "SteamRoller" Domo Genesisa. U veljači 2011. godine objavio je svoj prvi miksani album Nostalgia, Ultra koji je kod kritičara prošao uz najbolje kritike. Album je proizveo i dva singla "Novacane" i "Swim Good". Oba singla bila su uspješna na top ljestvicama. Nakon uspjeha miksanog albuma krenuo je na promotivnu turneju kroz Sjevernu Ameriku i Europu.
Ocean je postao jedan od prvih glazbenika Afro-Američkog podrijetla koji je izjavio da je zaljubljen u osobu istog spola i kroz nekoliko pjesama se bori protiv homofobije na datoj glazbenoj sceni.

## Diskografija

### Studijski albumi
- Channel Orange (2012.)
- Blonde (2016.)

### Zajednički albumi
- The OF Tape Vol. 2 (2012.)

### Miksani albumi
- Nostalgia, Ultra (2011.)

## Vanjske poveznice
- Službena stranica
- Frank Ocean na Twitteru
- Frank Ocean na MySpaceu